# Hongje-dong, Seoul
Hongje-dong (koreanska: 홍제동) är en stadsdel i stadsdistriktet Seodaemun-gu i Sydkoreas huvudstad Seoul.

## Indelning
Administrativt är Hongje-dong indelat i:
| Namn    | Namn               | Yta km² | Invånare 31 dec 2020 |
| ------- | ------------------ | ------- | -------------------- |
| 홍제1동 | Hongje 1(il)-dong  | 1,23    | 24 604               |
| 홍제2동 | Hongje 2(i)-dong   | 1,05    | 14 334               |
| 홍제3동 | Hongje 3(sam)-dong | 0,81    | 15 983               |